# Chiesa di Sant'Antonio da Padova (Borsano)
La Chiesa di Sant'Antonio da Padova è un edificio religioso di Borsano.
Appartenente al territorio parrocchiale di Borsano, venne costruita per volere del conte Carlo Rasini tra il 1717 e il 1719, nelle adiacenze della sua residenza. La piccola chiesa presenta una sagrestia sulla sinistra mentre il campanile si trova sulla destra.
Attraverso il restauro del 2007, sono emersi alcuni pregevoli affreschi sulle pareti. I dipinti possono essere attribuiti al pittore Giovanni Stefano Danedi detto il Montalto. Sulla pala d'altare sono raffigurati sant'Antonio, l'Angelo Custode con il Bambino Gesù e, più in alto, la Madonna. Il soggetto dell'affresco della parete di sinistra dietro all'altare è il miracolo della mula. L'affresco sulla parete di destra dietro all'altare rappresenta il miracolo del piede risanato.
Sulla facciata della chiesa era presente un pannello dedicato al santo. Già negli anni sessanta i colori erano quasi scomparsi e nel 1985 il Club Folclore e Sport decise di incaricare al pittore bustocco Gigi Magugliani la realizzazione di un nuovo dipinto, che fu poi collocato al posto del precedente. Il pannello fu rimosso durante i successivi restauri e divenne impossibile tornare a collocarlo nella stessa posizione.
Nel 2012, dopo il restauro commissionato dal Club borsanese a Giulia Lucarelli e a Silvio Combi, il quadro è stato collocato all'interno di una struttura in acciaio e vetro a vista, progettata dagli architetti Elena Colombo e Davide Candiani e posta all'incrocio tra via Novara e via 24 Maggio, in un'aiuola concessa da Agesp, l'ex-municipalizzata bustocca.